# Ments meravelloses
Ments meravelloses (títol original en francès, Presque) és una pel·lícula francosuïssa de 2021 dirigida per Bernard Campan i Alexandre Jollien. S'ha doblat i subtitulat al català.
Es va projectar en festivals l'any 2021 abans de la seva estrena als cinemes de França el 19 de gener de 2022.

## Sinopsi
En Louis és un home solter que viu lliurat al seu treball, la direcció d'una funerària. L'Igor és una ment privilegiada atrapada en un cos discapacitat, perquè va néixer amb paràlisi cerebral. En una coincidència, els seus camins es creuen i tots dos s'embarquen en un viatge per carretera tant graciós com complicat.

## Repartiment
- Bernard Campan: Louis Caretti
- Alexandre Jollien: Igor
- Marie Benati: la prostituta
- Marilyne Canto: Judith
- La Castou: la mare de l'Igor
- Julie-Anne Roth: Nicole
- Tiphaine Daviot: Cathy
- Laëtitia Eïdo: Patricia
- Sofiia Manousha: Natasha
- Marie Petiot: Bérangère

## Producció
En la una entrevista promocional, Bernard Campan va suggerir que la idea de fer una pel·lícula va sorgir de Philippe Godeau. Va ser només uns anys més tard que Alexandre Jollien va presentar la sinopsi del guió a Campan. Part del guió recull trets de l'existència, de l'amistat entre els dos actors i directors.
El rodatge va començar el 3 de febrer de 2020 abans de ser interromput el mes següent a causa de la pandèmia de la COVID-19, i es va reprendre el mes de juny. Es va dur a terme en part al departament d'Erau, sobretot a la vora del llac de Salagon, a Pesenàs i a Montpeller. Una altra part del rodatge va tenir lloc a Suïssa, sobretot al cantó de Vaud, en particular a Lausana i a l'hospital de Morges.

## Premis i reconeixements
- Festival de Cinema de Les Arcs: premi Déplacer Les Montagnes[9]